# Gangbrekka
Gangbrekka är ett bergspass i Antarktis. Det ligger i Östantarktis. Norge gör anspråk på området. Gangbrekka ligger 1 049 meter över havet.
Terrängen runt Gangbrekka är varierad.  Trakten är obefolkad. Det finns inga samhällen i närheten. 